# Saosin
Saosin est un groupe de post-hardcore américain, originaire du comté d'Orange, en Californie. Il est formé en 2003 par les guitaristes Beau Aiden Burchell Anderson et Justin Shekoski et le chanteur Anthony Green. Puis, la formation californienne de Newport Beach recrute quelques mois après le bassiste Chris Sorensen et le batteur Alex Rodriguez. En février 2004, Anthony Green quitte le groupe pour raisons personnelles. Green commencera un nouveau projet nommé Circa Survive. En juin 2004, soit 4 mois après le départ de Green, Cove Reber s'ajoute au groupe qui retrouve donc un chanteur. En juillet 2010, Saosin et Cove Reber mettent fin à leur collaboration.

## Biographie

### Débuts etTranslating the Name(2003–2004)
Anthony Green suggère de prime abord Saosin comme nom de groupe. Saosin signifie « attentionné » en chinois (小心 xiǎo xīn). Cependant, l'interprétation du mot 小心 xiao xin est obscure pour Green ; 小心 xiao xin est généralement utilisé pour prévenir. Green a déjà utilisé le mot Saosin pour une chanson de son groupe au lycée, Audience of One, issue de leur album I Remember When this All Meant Something,.
La première formation de Saosin, composée de Burchell, Shekoski, Kennedy et Anthony Green, est effectuée en été 2003. Le 17 juin, ils publient leur premier EP Translating the Name. Il est immédiatement bien accueilli sur les forum et sites spécialisés. Saosin se popularise d'abord grâce à Internet. Ils seront connus pour leur style musical particulier bien avant la sortie de leur premier album, et se populariseront sur les réseaux sociaux comme MySpace. L'EP se serait venu à 62 000 exemplaires.
Le bassiste Zach Kennedy quitte le groupe, et est remplacé par Chris Sorenson. McGrath a seulement été recruté pour l'EP, d'après Burchell. Le groupe sera, cependant, sublimé par ses capacités de batteur et il jouera le live Lost Symphonies avec le groupe. Alex Rodriguez se retrouve dans l'incapacité d'enregistrer Translating the Name à temps. Danny King jouera de la batterie en tournée, tandis que Rodriguez achève ses obligations avec son groupe Open Hand et rejoint Saosin à plein temps après la sortie de l'EP. Saosin tourne aux États-Unis avec Boys Night Out et Anatomy of a Ghost peu après la sortie de Translating the Name.
En février 2004, Anthony Green quitte Saosin et forme ensuite Circa Survive. Green avait le mal du pays, était dépressif et expliquait que sa famille lui manquait. Green n'était également pas satisfait de la nouvelle direction musicale de Saosin, qui ne le fera plus participer à l'écriture des chansons.

### Saosin EP(2004–2008)
Après une auditions et plusieurs chanteurs, le groupe recrute Cove Reber, 19 ans, comme chanteur permanent. Reber avait envoyé sa cassette d'une démo acoustique de Mookie's Last Christmas. Lors d'un entretien avec PlayPro.com, Reber commente que « tous ceux qui y ont joué voulaient se consacrer uniquement à la musique... Saosin est différent à tous les niveaux. Tous ces mecs sont dingues de musique. » Saosin jouera au Taste of Chaos l'hiver suivant. Saosin signe au label Capitol Records en mars et tourne aux États-Unis au Warped Tour pour la deuxième fois. Cet été, ils publient Saosin EP.
Après plusieurs tournée, une apparition au Warped Tour 2006 et plusieurs apparitions sur démos et compilations, Saosin publie son premier album, Saosin, le 26 septembre 2006. Le producteur Howard Benson est recruté pour l'album. Pendant le reste de 2006, Saosin tourne à l'International Taste of Chaos Tour. Ils jouent aussi aux États-Unis avec Bleeding Through et Senses Fail. Ils continuent dans leur lancée en 2007, commençant par une tournée avec Senses Fail, Alexisonfire, The Sleeping et Drop Dead, Gorgeous. En février, ils se joignent au Taste of Chaos 2007. Entre avril et juin, tils jouent en Europe, en Australie, au Japon et en Indonésie. De retour chez eux, ils tournent en tête d'affiche avec Poison the Well, The Receiving End of Sirens, Fiore et Flight 409. En été 2007, ils prennent part à la tournée Projekt Revolution de Linkin Park. Ils jouent en Amérique du Nord avec Alexisonfire, Envy on the Coast, Norma Jean et The Dear and Departed.
Saosin tourne du 26 janvier au 8 février 2008 avec Armor for Sleep, Meriwether, et The Bled ; et du 9 au 16 février avec Fear Before.

### In Search of Solid Ground(2008–2010)
Saosin revient tourner en octobre 2008 avec Underoath et The Devil Wears Prada.
Au début de 2009, ils enregistrent leur nouvel album avec le producteur Butch Walker. Ils s'associent avec Hurley International pour la diffusion de leur passage en studio sur le site web de Hurley. Saosin publie un nouvel EP intitulé The Grey EP le 14 octobre 2008. L'EP est vendu en tournée et sur iTunes, et comprend trois démos, dont une version acoustique de Come Close..

### Départ de Cove Reber et inactivité (2010–2014)

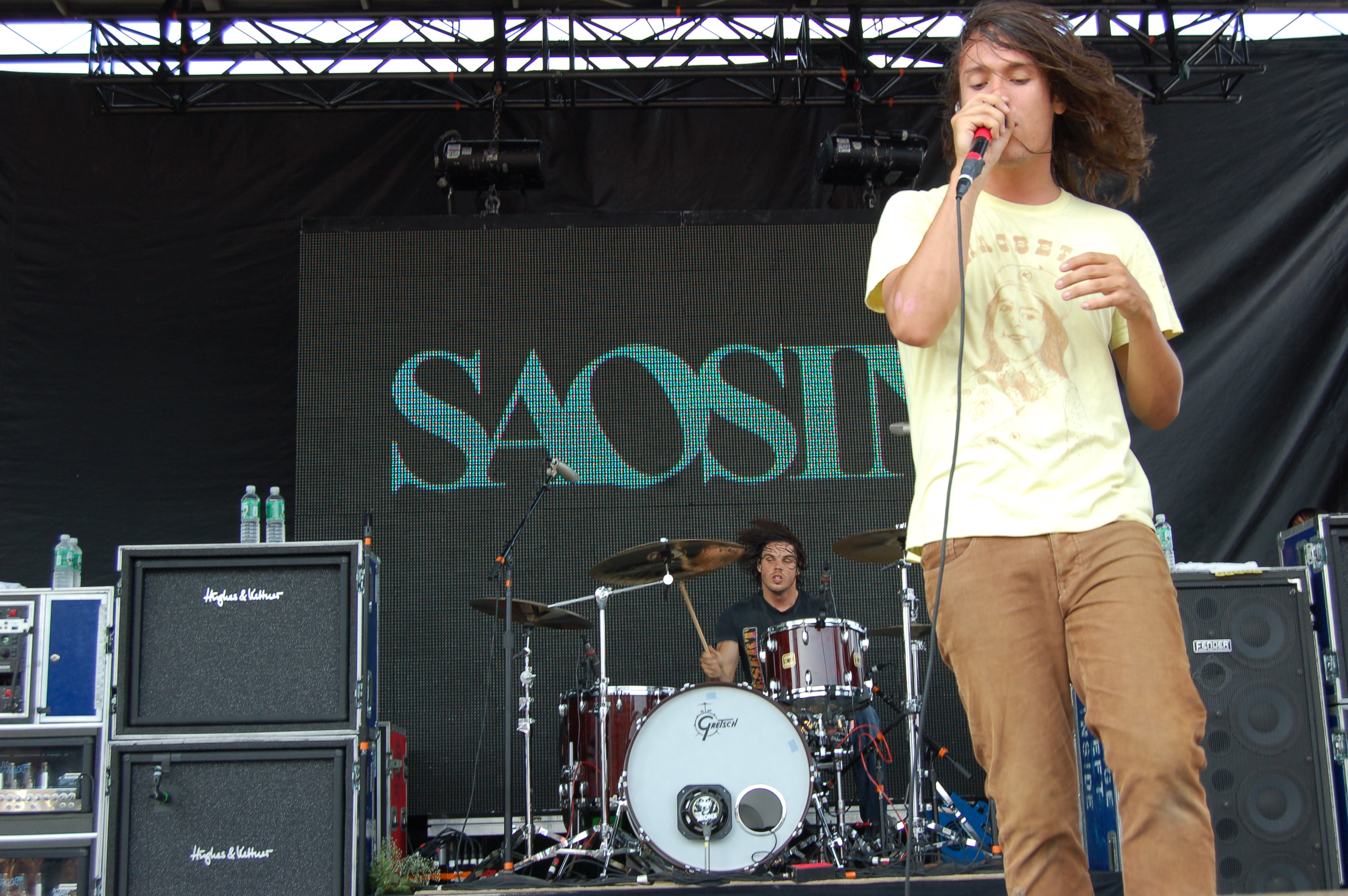
Saosin avec Cove Reber, à la tournée Projekt Revolution, en 2007.

Le 21 juillet 2010, le guitariste Beau Burchell annonce le départ de Reber,. Cove Reber a désormais pour projet d'ouvrir un studio d'enregistrement à Vista, en Californie, avec son associé Joey Bradford. Le 2 novembre, Saosin annonce avoir terminé deux chansons.

### Along the Shadow(depuis 2014)
Saosin est annoncé pour le festival Skate and Surf le 17 mai 2014. Le groupe annonce qu'il y aurait possibilité de continuer avec Anthony. Après treize ans de sevice, Justin Shekoski quitte Saosin.  

## Membres

### Membres actuels
- Anthony Green – chant (2003–2004, depuis 2014), guitare rythmique (2003)
- Cove Reber – chant (2004–2010, depuis 2024), clavier, guitares additionnelles (2004–2010), percussion (2004–2005)
- Beau Burchell Anderson - guitare rythmique, chœurs (2003–2010, depuis 2014), guitare solo (depuis 2015), claviers (2003)
- Chris Sorensen - guitare basse, claviers, chœurs (2003–2010, depuis 2014)
- Alex Rodriguez - batterie, percussions (2003–2010, depuis 2014)

### Membres de tournée
- Phil Sgrosso – guitare solo (depuis 2016)
- Danny King – batterie, percussions (2003)
- Philip Sneed – chant (2004)
- Ken Floyd – guitare rythmique (2010)

### Anciens membres
- Zach Kennedy – basse (2003)
- Justin Shekoski – lead guitar, backing vocals (2003–2015)

### Membres de session
- Pat Magrath – batterie, percussions (2003) (Translating the Name)
- Tilian Pearson – chant (2011) (démos)

## Discographie

### Autres
- 2007 : Leur chanson Collapse est reprise dans la bande-son de Burnout Dominator
- 2008 : Collapse est utilisée dans Burnout Paradise

## Tournées
- 2006 : Vans Warped Tour
- 2007 : Taste of Chaos avec entre autres The Used, Evaline et Chiodos
- 2007 : Projekt Revolution avec Linkin Park, My Chemical Romance, Taking Back Sunday, Placebo, HIM, Mindless Self Indulgence, Madina Lake, The Bled, Styles of Beyond et Julien-K.
- 2008 : Première partie d'Alexisonfire avec Anti-Flag et The Bled
- 2009 : Vans Warped Tour